# Młodzieżowe Indywidualne Mistrzostwa Polski na Żużlu 2017
Młodzieżowe Indywidualne Mistrzostwa Polski na Żużlu 2017 – 51. edycja turnieju, corocznie organizowanego przez PZMot. Rozegrano trzy turnieje eliminacyjne oraz finał, który odbył się 15 lipca 2017 roku w Rybniku oraz zwyciężył Bartosz Smektała.

## Finał
- Rybnik, 15 lipca 2017
- Sędzia: Wojciech Grodzki
- NCD: Kacper Woryna – 65,93 w wyścigu dodatkowym

| Msc. | Zawodnik              | Klub                  | Pkt  |             |  |
| ---- | --------------------- | --------------------- | ---- | ----------- |  |
| 1    | Bartosz Smektała      | Unia Leszno           | 14   | (3,2,3,3,3) |  |
| 2    | Dominik Kubera        | Unia Leszno           | 13   | (3,2,3,3,2) |  |
| 3    | Kacper Woryna         | ROW Rybnik            | 11+3 | (3,3,3,w,2) |  |
| 4    | Oskar Polis           | Włókniarz Częstochowa | 11+2 | (2,1,2,3,3) |  |
| 5    | Dominik Kossakowski   | Wybrzeże Gdańsk       | 9    | (2,3,1,3,0) |  |
| 6    | Maksym Drabik         | Sparta Wrocław        | 9    | (1,3,2,d,3) |  |
| 7    | Robert Chmiel         | ROW Rybnik            | 9    | (3,3,1,1,1) |  |
| 8    | Michał Gruchalski     | Włókniarz Częstochowa | 8    | (1,2,3,w,2) |  |
| 9    | Oskar Bober           | Sparta Wrocław        | 8    | (1,1,1,2,3) |  |
| 10   | Damian Dróżdż         | Sparta Wrocław        | 7    | (2,1,0,2,2) |  |
| 11   | Mike Trzensiok        | GKM Grudziądz         | 6    | (2,0,1,2,1) |  |
| 12   | Michał Piosicki       | Orzeł Łódź            | 5    | (0,2,2,1,d) |  |
| 13   | Alex Zgardziński      | Falubaz Zielona Góra  | 3    | (1,0,0,2,0) |  |
| 14   | Daniel Kaczmarek      | Get Well Toruń        | 3    | (1,1,1)     |  |
| 15   | Lars Skupień          | ROW Rybnik            | 2    | (d,d,2,w,-) |  |
| 16   | Igor Kopeć-Sobczyński | Get Well Toruń        | 1    | (0,1,0,0,0) |  |
| 17   | Patryk Rolnicki       | Unia Tarnów           | 0    | (d,d,d,-,-) |  |
|      | Norbert Krakowiak     | Get Well Toruń        |      | (ns)        |  |

Bieg po biegu
1. [68,03] Woryna, Trzensiok, Zgardziński, Skupień (d4)
2. [68,31] Kubera, Polis, Drabik, Kopeć-Sobczyński
3. [67,69] Smektała, Dróżdż, Gruchalski, Piosicki
4. [68,66] Chmiel, Kossakowski, Bober, Rolnicki (d4)
5. [67,75] Kossakowski, Gruchalski, Polis, Trzensiok
6. [67,85] Chmiel, Kubera, Dróżdż, Zgardziński
7. [67,75] Drabik, Piosicki, Bober, Skupień (d4)
8. [67,13] Woryna, Smektała, Kopeć-Sobczyński, Rolnicki (d4)
9. [66,91] Kubera, Piosicki, Trzensiok, Rolnicki (d2)
10. [66,22] Smektała, Polis, Bober, Zgardziński
11. [68,06] Gruchalski, Skupień, Chmiel, Kopeć-Sobczyński
12. [66,55] Woryna, Drabik, Kossakowski, Dróżdż
13. [67,35] Smektała, Trzensiok, Chmiel, Drabik (d2)
14. [66,77] Kossakowski, Zgardziński, Piosicki, Kopeć-Sobczyński
15. [67,22] Polis, Dróżdż, Kaczmarek, Skupień (w/su)
16. [65,83] Kubera, Bober, Woryna (w/u), Gruchalski (w/d)
17. [67,17] Bober, Dróżdż, Trzensiok, Kopeć-Sobczyński
18. [66,55] Drabik, Gruchalski, Kaczmarek, Zgardziński
19. [66,16] Smektała, Kubera, Kaczmarek, Kossakowski
20. [66,33] Polis, Woryna, Chmiel, Piosicki (d4)

Bieg dodatkowy o 3. miejsce
21 [65,93] Woryna, Polis